# هارالد فريدريش
هارالد فريدريش (بالألمانية: Harald Friedrich ) (و. 1947 – م) هو فيزيائي، وأستاذ جامعي من ألمانيا . ولد في برلين .

## التعليم
تعلم في جامعة كيل

## مناصب وهيئات
أدار جامعة توبنغن، وجامعة لودفيغ ماكسيميليان في ميونخ، وجامعة ميونخ التقنية.